# セイバン

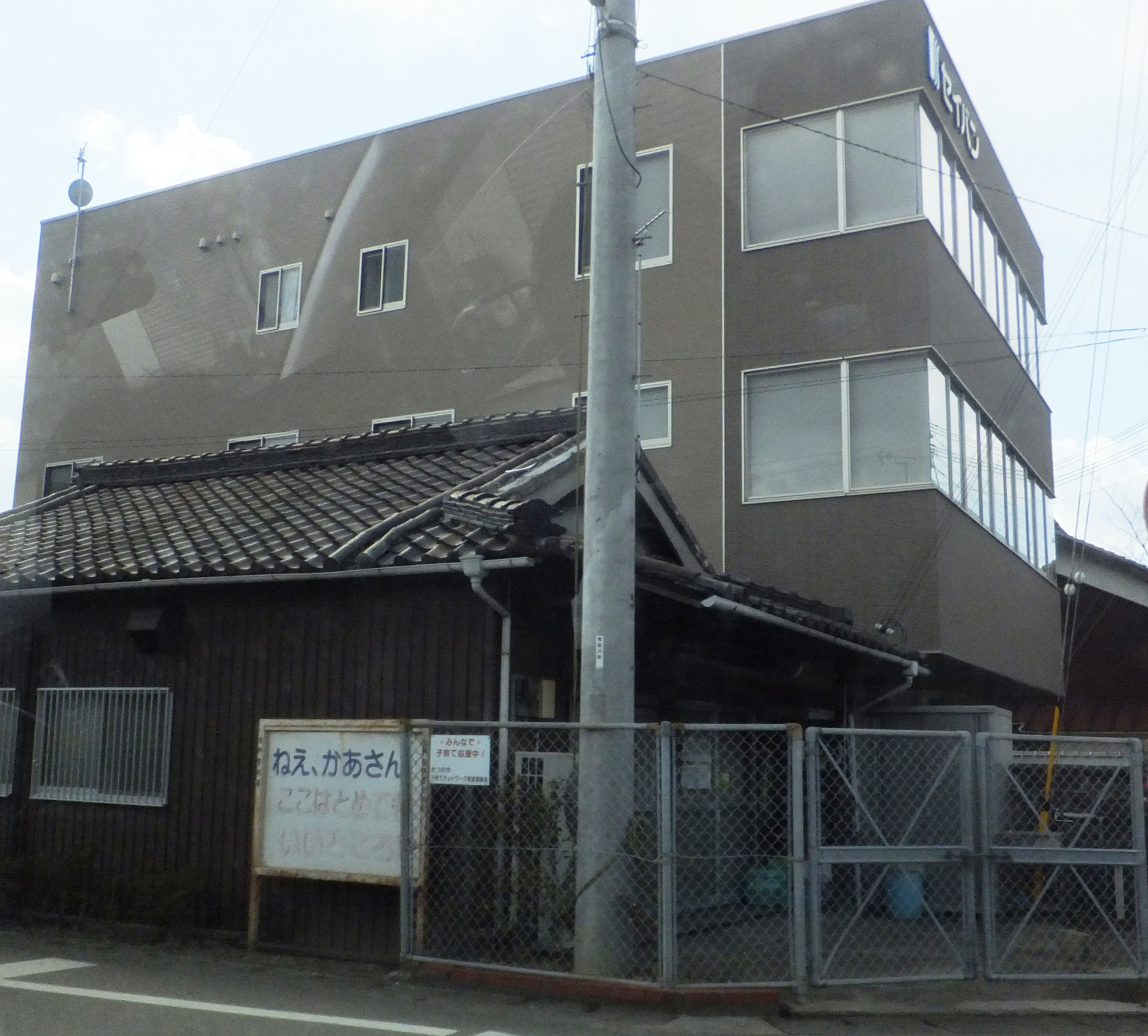
旧社屋（2013年）

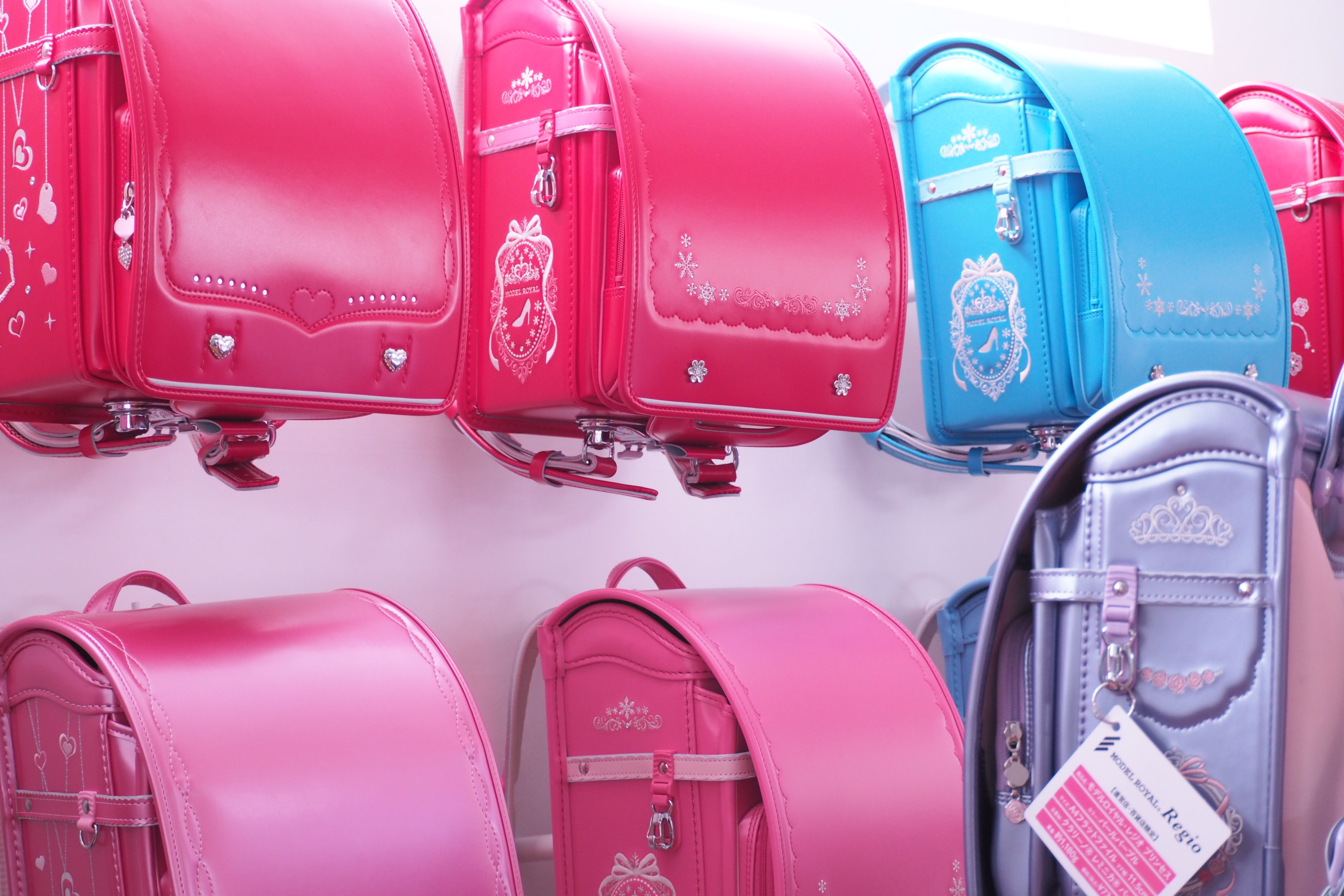
天使のはね

株式会社セイバン（SEIBAN COMPANY LIMITED）は、兵庫県たつの市に本社を置き、各種鞄の製造・販売をおこなう企業である。
社名は「カバンの製造＝製カバン」を縮めたのと、同社が本社を置く兵庫県のたつの市が西播磨地域であり「西播＝セイバン」と呼ぶことなどのダブル・ミーニングから来ている。

## 概要
創業者で室津出身の泉亀吉が、1919年（大正8年）に大阪市で、播磨地方で産出された皮革をもとに、カバンや財布、キセルなどを製造する会社を設立する。その後戦後の混乱期を経て、本社を御津町（現・たつの市）に移転し、1946年（昭和21年）よりランドセルの製造を開始する。そのころからのランドセルの老舗メーカーであり、中小企業ゆえに販売エリアも限られていたが、2003年（平成15年）に世界で一番軽くて丈夫なランドセルとしてギネスブックにも登録された「天使のはね」を開発・上市したことで、一躍西播磨地方からその名を全国に知られるようになる。ランドセルの最大手メーカーであり2016年時点では国内シェア約50％を占めている。また、新たに6年間最も軽く感じる垂直角を維持できるクッション形状「せみね」を開発。さらに、肩ベルトの一部に形状保持プレートを内蔵しフィット感をより向上させた「ひねぴた」も発表した。
「天使のはね」とは元来、肩ベルトの付け根に羽根の形をした樹脂を内包させてベルトを立ち上げることにより、背負ったときにランドセル本体の重心を上にあげる効果をもたらす機能の名前であった。いまではランドセルの代表的ブランドとして認識されるになり、ランドセル売り場でも天使のはねを商品名として求める顧客の姿が見られる。
本社と工場は一貫して兵庫県西播磨地方を基盤としており、またナショナルブランド（モデルロイヤルシリーズ、ラブピシリーズ、ワンパシリーズ）の販売については、大阪に事務所を置くグループ会社のスリーアイコーポレーションでおこなっている。その一方で、大人用（ビジネス）のランドセルをドイツ国内限定で販売するなど、日本以外の国でも事業を展開している。
2019年（平成30年）の創業100周年を機に建設を進めていた本社工場「セイバンスマイルファクトリー」が、2020年（令和2年）たつの市内に完成。工程の一本化による効率化を図るとともに、「ランドセルコンシェルジュ」を配した直営店舗、1階の工場を2階の窓から見学できるスペース、ミュージアムも併設された。
その他人工皮革などの材料は人体に悪影響を与えない、燃やしてもダイオキシン類が発生しないもの（エコロジカルランドセル）を選び、肩ベルトには防犯ブザーを取付可能な金具もつけたり等、子供の健康や安全を考える保護者の意見に応えた商品開発を行っている。
CM展開について元々はケーブルテレビ等のアニメチャンネルや地元局のサンテレビより始めたが、近年では関東地区の民放でも平日にCMが放送されている。2004年（平成16年）より、入学準備需要シーズンの時期（10月から3月まで）には民放各局のゴールデン・プライムタイムに放送される全国ネット向けテレビ番組のナショナルスポンサーとなるのが慣例となっていた。最近ではランドセルの購入需要が前倒しになっている傾向もあり、6月から11月までの間、日曜朝のテレビ朝日系列アニメ・特撮番組に提供を行っている。

## 提供番組
- スーパー戦隊シリーズ（テレビ朝日系）[3]
- 平成仮面ライダーシリーズ（テレビ朝日系）
- プリキュアシリーズ（朝日放送テレビ製作・テレビ朝日系）[4]
- ドラえもん (アニメ第2作)（テレビ朝日系）
- クレヨンしんちゃん（テレビ朝日系・過去にはBSでも提供）
- デジモンクロスウォーズ（テレビ朝日系）
- メ〜テレ制作のアニメ[5]
- カミワザ・ワンダ（TBS系）[6]
- 七つの大罪（MBS制作・TBS系）
- プリンセッション・オーケストラ （テレビ東京系）
- 冒険王ビィトシリーズ（テレビ東京系）[7]
- 出ましたっ!パワパフガールズZ（テレビ東京系）
- 家庭教師ヒットマンREBORN!（テレビ東京系）
- ポケモン関連の番組（テレビ東京系）[8]
- ケータイ捜査官7（テレビ東京系）[9]
- メタルファイト ベイブレード シリーズ（テレビ東京系）[10]
- 探検ドリランド -1000年の真宝-（テレビ東京系）
- マジンボーン（テレビ東京系）
- ウルトラシリーズ（テレビ東京系）[11]
- デルトラクエスト（テレビ愛知制作・テレビ東京系）
- トミカヒーローシリーズ（テレビ愛知制作・テレビ東京系）
- テレビ大阪制作日曜朝9時30分枠のアニメ（テレビ大阪制作・テレビ東京系）[12]
- デジモンセイバーズ（フジテレビ系）
- デジモンアドベンチャー :（フジテレビ系）
- デジモンゴーストゲーム（フジテレビ系）
- 逃走中 グレートミッション（フジテレビ系）
- ゲゲゲの鬼太郎（第5作）（フジテレビ系）
- ドラゴンボール改（フジテレビ系）[13]
- トリコ（フジテレビ系）
- ドラゴンボール超（フジテレビ系）
- ワンピース（フジテレビ系）
- ヤッターマン（読売テレビ制作・日本テレビ系）
- 夢色パティシエール（読売テレビ制作・日本テレビ系）
- べるぜバブ（読売テレビ制作・日本テレビ系）
- 逆転裁判 〜その「真実」、異議あり!〜（読売テレビ制作・日本テレビ系、第1期のみ）
- タイムボカン24（読売テレビ制作・日本テレビ系）
- 僕のヒーローアカデミア（読売テレビ製作・日本テレビ系）
- ハクション大魔王2020（読売テレビ製作・日本テレビ系）
- 半妖の夜叉姫（読売テレビ製作・日本テレビ系）
- 青のミブロ（読売テレビ製作・日本テレビ系）
- 真・侍伝YAIBA（読売テレビ製作・日本テレビ系）

ほか。